# Мошинский, Ян Кантий
Ян Кантий Мошинский (пол. Jan Kanty Moszyński, ок. 1690 — 14 сентября 1737) — государственный деятель Речи Посполитой, королевский камергер, кравчий великий коронный (1729), подскарбий надворный коронный (1729—1736), подскарбий великий коронный (1736—1737), гостыньский (1726), иновлудзский (1726) и уйсцский (1731).

## Биография
Происходил из бедного польского шляхетского рода Мошенских герба Наленч. Сын скарбника подляшского Александра Михаила Мошинского и Терезы Оссолинской, внук войского городельского и подстаросты спишского Анджея Людвика Мошинского (ум. 1683).
Ян Кантий Мошинский вырос при дворе польского короля Августа II Сильного. Его родной дядя Франтишек Максимилиан Оссолинский исполнял обязанности кабинетного министра и секретаря польского правительства. Молодой Мошинский был назначен королевским камергером. 26 февраля 1726 года получил звание старосты гостыньского, а 8 мая того же года — старосты иновлудзского. Сделал себе карьеру при королевском дворе, 4 мая 1729 года получил должность кравчего великого коронного, а через две недели, 20 мая стал подскарбием надворным коронным.
18 февраля 1730 года в Дрездене Ян Кантий Мошинский женился на Фредерике Александре фон Козель (1709—1784), внебрачной дочери польского короля Августа Сильного и его фаворитки Анны Констанции фон Козель. На свадьбе инкогнито присутствовал прусский король Фридрих Великий. После женитьбы молодая жена заболела оспой, которая оставляла на теле постоянные рубцы.
После женитьбы на внебрачной дочери Августа II Сильного Ян Кантий Мошинский до конца своей жизни сохранял верность саксонской династии. В декабре 1731 года получил во владение староство уйсцское, а в апреле 1732 года стал командиром панцирной хоругви в коронной армии.
В 1733 году после смерти Августа II Ян Кантий Мошинский выехал из Польши в Саксонию, где встретился с Августом III, старшим сыном и преемником Августа Сильного. Потерял большинство своих должностей, сохранив только чин камергера курфюрста. В 1734 году Ян Кантий Мошинский вернулся в Польшу вместе с новым королём Августом III и присутствовал на его коронации. 27 января 1735 года был назначен администратором польской казны. Несмотря на то, что его дяди Франтишек Максимилиан Оссолинский занимал должность подскарбия великого коронного, Ян Кантий Мошинский, будучи его заместителем, фактически руководил казначейством. После отъезда Франтишека Оссолинского в Лотарингию и добровольного сложения им своих полномочий, 6 июля 1736 года Ян Кантий Мошинский был назначен подскарбием великим коронным.
15 сентября 1737 года в субботу в 8 часов вечера Ян Кантий Мошинский скончался в Варшаве. 18 сентября он был похоронен в столичном костёле Преображения Господнего. Похоронами руководил епископ познанский Станислав Юзеф Гозий.
18 февраля 1730 года стал кавалером Ордена Белого Орла.
Сыновья: Август Фредерик и Фредерик Юзеф.